# میخاو پیشیشزنی
 میخاو پیشیشزنی (انگلیسی: Michał Przysiężny؛ زادهٔ ۱۶ فوریهٔ ۱۹۸۴) یک تنیس‌باز اهل لهستان است.